# Cristobal Huet
Cristobal Huet (narozen 3. září 1975 v Saint-Martin-d'Hères, Isère, Francie) je bývalý francouzský hokejový brankář, který odehrál 7 sezón v NHL, kde hrál jako druhý francouzský hokejista v historii (po Philippe Bozonovi).

## Klubová kariéra
Začínal v Grenoblu ve francouzské hokejové lize, v letech 1998–2002 hrál ve Švýcarsku za HC Lugano. V roce 2001 byl draftován z celkově 214. místa týmem NHL Los Angeles Kings. NHL si poprvé zahrál v sezóně 2002/2003. V roce 2004 byl vyměněn do Montreal Canadiens. Během výluky v NHL (v sezóně 2004/2005) hrál německou hokejovou ligu za Adler Mannheim, s nimiž se dostal až do finále.
V ročníku 2005/2006 se vrátil do NHL, již do Montreal Canadiens, kde se prosadil jako první gólman. Dvakrát byl vyhlášen nejlepším defenzivním hráčem týdne a vybojoval Roger Crozier Saving Grace Award pro brankáře s nejlepší procentuální úspěšností zásahů v základní části NHL. Po úspěšné sezóně s ním Canadiens podepsali dvouletou smlouvu za 5.75 milionu dolarů. V následujícím roce byl nominován do týmu východní konference pro NHL All-Star Game. V roce 2008 se však do brány Canadiens prosadil mladý a nadějný Carey Price a Cristobala Hueta Montreal vyměnil do Washington Capitals. Tam v posledních utkáních základní části výbornými výsledky pomohl vybojovat postup do play-off, kde však Washington vypadl již v prvním kole. Po sezóně, 1. července 2008, podepsal čtyřletý kontrakt s Chicago Blackhawks za celkem 22,4 milionu dolarů. V prvním roce vytvořil vyrovnanou dvojici s Nikolajem Chabibulinem, v play-off dostával přednost ruský brankář. V sezóně 2009/2010 byl jeho konkurentem v bráně Chicaga Antti Niemi. V základní části dostával Huet dostatek času, v průběhu sezóny si však pozici brankářské jedničky vybojoval Niemi. Ten také odehrál většinu úspěšného play-off a ve vyřazovací části pustil Hueta do brány jen na dvacet minut. Chicago získalo Stanley Cup, s ním i Huet jako vůbec první francouzský hráč. V Chicagu se stal nadbytečným a vzhledem k platovéhu stropu byl uvolněn do Evropy – sezónu 2010/2011 začal jako hráč švýcarského Fribourg-Gottéron. Po dvou sezónách přestoupil do HC Lausanne, kde po sezóně 2017/18 ukončil kariéru. HC Lausanne v roce 2019 vyřadilo jeho číslo.

## Reprezentační kariéra
Francii reprezentoval na Olympijských hrách 1998 a 2002 a šesti mistrovstvích světa elitní kategorie (1999, 2000, 2004, 2008, 2011,2017)

## Statistiky

### Statistiky v základní části
| 2002-03     | Los Angeles Kings   | NHL         | 12  | 2.33 | 91,3 | 4   | 4  | 21  | 220  | 1  | 541    |
| 2002-03     | Manchester Monarchs | AHL         | 30  | 2.29 | 92,2 | 16  | 8  | 68  | 800  | 1  | 1784   |
| 2003-04     | Los Angeles Kings   | NHL         | 41  | 2.43 | 90,7 | 10  | 16 | 89  | 872  | 3  | 2199   |
| 2005-06     | Montreal Canadiens  | NHL         | 36  | 2.20 | 92,9 | 18  | 11 | 77  | 1008 | 7  | 2103   |
| 2005-06     | Hamilton Bulldogs   | AHL         | 4   | 3.79 | 86,2 | 0   | 4  | 15  | 94   | 0  | 237    |
| 2006-07     | Montreal Canadiens  | NHL         | 42  | 2.81 | 91,6 | 19  | 16 | 107 | 1173 | 2  | 2286   |
| 2007-08     | Montreal Canadiens  | NHL         | 39  | 2.56 | 91,6 | 21  | 12 | 97  | 1053 | 2  | 2278   |
| 2007-08     | Washington Capitals | NHL         | 13  | 1.63 | 93,6 | 11  | 2  | 21  | 308  | 2  | 771    |
| 2008-09     | Chicago Blackhawks  | NHL         | 41  | 2.53 | 90,9 | 20  | 15 | 99  | 988  | 3  | 2350   |
| 2009-10     | Chicago Blackhawks  | NHL         | 48  | 2.51 | 89,5 | 26  | 14 | 114 | 969  | 4  | 2731   |
| NHL celkově | NHL celkově         | NHL celkově | 272 | 2.46 | 91,3 | 129 | 90 | 625 | 6591 | 24 | 15 259 |
| AHL celkově | AHL celkově         | AHL celkově | 34  | 2.46 | 91,5 | 16  | 12 | 83  | 894  | 1  | 2021   |

### Statistiky v play off
| 2002-03     | Manchester Monarchs | AHL         | 1  | 8.08 | 77,8 | 0 | 1  | 4  | 14  | 0 | 30  |
| 2005-06     | Montreal Canadiens  | NHL         | 6  | 2.34 | 92,9 | 2 | 4  | 15 | 197 | 0 | 385 |
| 2007-08     | Washington Capitals | NHL         | 7  | 2.93 | 90,9 | 3 | 4  | 22 | 220 | 0 | 451 |
| 2008-09     | Chicago Blackhawks  | NHL         | 3  | 3.26 | 91,0 | 1 | 2  | 7  | 71  | 0 | 129 |
| 2009-10     | Chicago Blackhawks  | NHL         | 1  | 0.00 | 100  | 0 | 0  | 0  | 3   | 0 | 19  |
| NHL celkově | NHL celkově         | NHL celkově | 17 | 2.68 | 91,8 | 6 | 10 | 44 | 491 | 0 | 984 |
| AHL celkově | AHL celkově         | AHL celkově | 1  | 8.00 | 77,8 | 0 | 1  | 4  | 14  | 0 | 30  |